# مدارگان

نقشه جهان که در آن منطقه درون‌حاره‌ای با رنگ زرشکی مشخص شده است

مناطق دارای اقلیم حاره‌ای در زمین

مدارگان (به انگلیسی: Tropics) یا مدارات که منطقه حارّه یا منطقه گرمسیری نیز نامیده می‌شود، آن بخش از زمین است که در میان مدارهای رأس‌السرطان و رأس‌الجدی واقع شده است، این منطقه معمولاً آب‌وهوا یا اقلیم گرم و مرطوب دارد.
مناطق مدارگانی، ۴۰ درصد از مساحت و ۳۶ درصد از خشکسار زمین را شامل می‌شوند. در سال ۲۰۱۴، این محدوده محل زندگی حدود ۴۰ درصد از جمعیت جهان بوده است و پیش‌بینی شده که این رقم تا سال ۲۰۵۰ به ۵۰ درصد برسد.

## ویژگی‌ها
مدارگان یا منطقه حارّه بین مدارهای رأس‌السرطان و رأس‌الجدی قرار دارد. مدارگان هم‌جوار خط استوا است و هر روز خورشید بر روی یکی از مدارهای این ناحیه به‌طور مستقیم می‌تابد و بالای سر ناظر زمینی قرار می‌گیرد. این مناطق در میان دو منطقه معتدله نیم‌کره‌های شمالی و جنوبی قرار دارند. مناطق مدارگانی شمالی میان خط استوا و مدار رأس‌السرطان و مناطق مدارگانی جنوبی میان خط استوا و مدار رأس‌الجدی واقع شده‌اند.
در داخل این منطقه خورشید دو بار در سال به‌صورت مستقیم در بالای سر است. پرتو خورشید در این منطقه عمودی و هوا همیشه گرم است. این اصطلاح تا حدود ۳۰ درجه شمالی و ۳۰ درجه جنوبی را که دارای شرایط حارّه‌ای است، دربردارد.

## تعریف نجومی

رابطه شیب محوری زمین (ε) و مدارهای حارّه‌ای (رأس‌السرطان و رأس‌الجدی) و قطبی (شمالگان و جنوبگان): مدار رأس‌السرطان تنها در انقلاب تابستانی و مدار مدار رأس‌الجدی فقط در انقلاب زمستانی یک نقطه زیرخورشیدی هستند.

مدارگان به‌عنوان منطقه‌ای میان مدار رأس‌السرطان در نیم‌کره شمالی در عرض جغرافیایی ۲۳°۲۶′۰۹٫۶″ (یا ۲۳٫۴۳۶۰۱°) شمالی و مدار رأس‌الجدی در نیم‌کره جنوبی در عرض جغرافیایی ۲۳°۲۶′۰۹٫۶″ (یا ۲۳٫۴۳۶۰۱°) جنوبی تعریف می‌شود. این عرض‌های جغرافیایی مطابق با انحراف محوری زمین است.
مدار رأس‌السرطان شمالی‌ترین و مدار رأس‌الجدی جنوبی‌ترین عرض‌های جغرافیایی هستند که می‌توان در آنجا خورشید را مستقیماً در سرسو مشاهده کرد. این بدان معنی است که منطقه مدارگان شامل همه جای زمین است که حداقل یک بار در طول سال اعتدالی به‌عنوان یک نقطه زیرخورشیدی به‌شمار می‌روند؛ بنابراین حداکثر عرض‌های جغرافیایی مناطق مدارگان در دو طرف از خط استوا فاصله مساوی دارند. به همین ترتیب، عرض‌های جغرافیایی مناطق مدارگان با مقدار تقریبی زاویه انحراف محوری زمین برابر است. زاویه انحراف محوری زمین، عمدتاً به دلیل تأثیر ماه، کاملاً ثابت نیست، اما حدود مناطق مدارگانی (حارّه‌ای) یک قرارداد جغرافیایی است و اختلاف آنها با عرض‌های جغرافیایی واقعی بسیار اندک است.

### تغییرات و نوسان‌ها
مدارگان از جانب شمال و جنوب به‌طور مساوی با خط استوا فاصله دارد، مرز مداری این منطقه در سال ۲۰۰۰ موازی از دو سو "۲۱٬۵ '۲۶ °۲۳ در فاصله استوا بوده و طی نوساناتی تا سال ۲۰۱۴ این فاصله "۱۴٬۹ '۲۶ °۲۳ و تا سال ۲۰۲۰ به میزان "۱۲٬۱ '۲۶ °۲۳ رانده خواهد شد. این مرز دوسویه نوسانات پیچیده‌ای دارد؛ طبق اطلاعات در دست در سال ۴۷۱۳ قبل از میلاد این فاصله "۵۸٬۶ '۰۸ °۲۴ بوده (و به‌نظر می‌رسد پیش از آن چنان در میل زیادی داشته که موجب دوران یخبندان شده است) تا سال ۱۲۰۳۱ میلادی به نزدیک‌ترین حد خود به استوا یعنی "۴۱٬۳۰۷ '۳۶ °۲۲ می‌رسد و سپس مجدداً به تدریج میل بیشتر پیدا می‌کند و در سال ۱۸۷۳۹ به جایگاه کنونی می‌رسد، آنگاه همچنان میل بیشتر را ادامه می‌دهد و در سال ۲۰۰۰۰ اندکی از ۲۴ درجه می‌گذرد. در سال ۲۵۰۰۰ آن‌سوتر از مدار ۳۳ قرار دارد (بنظر می‌رسد که در دوره دیگری از یخبندان باشد) و در سال ۳۰۰۰۰ در ۸۳ درجه نزدیک دو قطب می‌رسد و در سال ۳۰۷۳۵ گویی بر فراز دو قطب متمرکز می‌شود. در دهه‌های اخیر این مدار سالانه "۰٬۴۷ (۰٬۴۷ ثانیه قوسی) یعنی حدود ۱۵ متر به جنوب عقب می‌کشد. این عرض‌های جغرافیایی با انحراف محوری زمین مطابقت دارد.

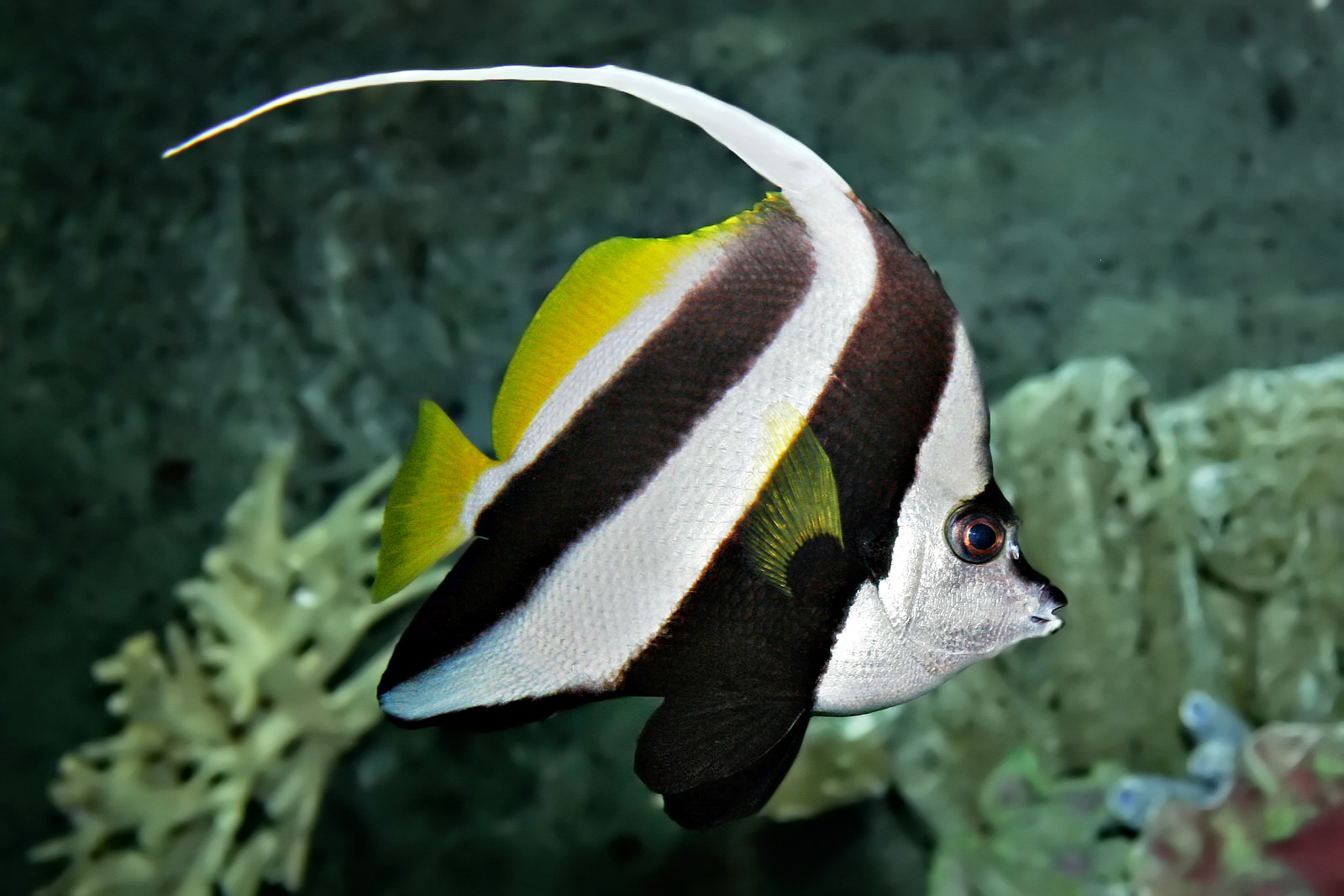
ماهی کالسکه‌چی باله‌دراز در مناطق گرمسیری زندگی می‌کند.

## فصل‌ها و آب و هوا
آب و هوای این مناطق اغلب گرم و خشک است و در بعضی از مناطق پر باران و مرطوب با پوشش گیاهی سرسبز می‌باشد (مثل حوضه آمازون و کنگو)، در مناطق استوایی چندین نوع آب و هوا وجود دارد ولی اکثر مناطق گرم و خشک است از جمله صحرای آفریقا،

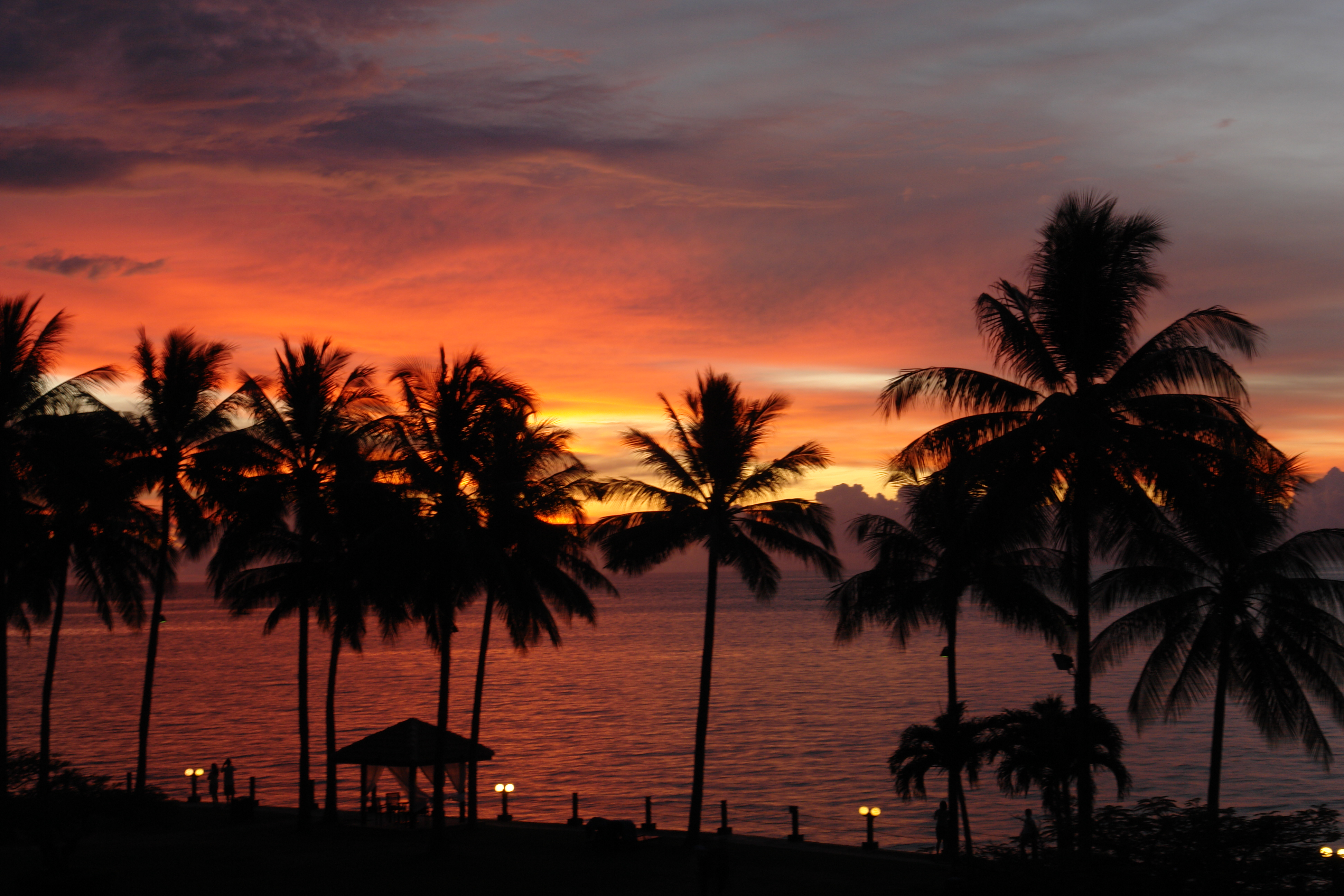
غروب خورشید در کنار سواحل مالزی